# Armorial des chevaliers de la Table ronde
Cette page dresse l'ensemble des armoiries imaginaires (figures et blasonnements) attribuées par des héraldistes médiévaux à l'ensemble des chevaliers de la Table ronde d'après les armoriaux des XIIIe, XIVe et XVe siècles. Toutes les armes y ayant été conçues par des héraldistes chevronnés, elles respectent donc toutes au moins les règles de base de construction héraldique (pas de paysages, de nuances, de dégradés, éviter les lettres, etc.) et dans l'ensemble respectent la Règle de contrariété des couleurs : elles sont donc toutes présentes dans cet armorial.
- Haut – A
- B
- C
- D
- E
- F
- G
- H
- I
- J
- K
- L
- M
- N
- O
- P
- Q
- R
- S
- T
- U
- V
- W
- X
- Y
- Z

## A
| Armes | Grandes armes | Nom du chevalier et blasonnement |
| ----- | ------------- | --- |
|       |               | Abandain le Fortuné Armes : D'argent à l'écusson de gueules. Cimier : une tête de "morhon" d'or. Supports : deux coqs d'argent. Devise : BIEN FORTVNÉ |
|       |               | Abilan du Désert Armes : De sable à un rais d'escarboucle d'or. Cimier : un rais d'escarboucle d'or. Supports : deux ours de sable. Devise : HORS DV DÉSERT |
|       |               | Acostant l'Aduré Armes : D'or à la fasce d'azur. Cimier : un paon d'azur miraillé d'or. Supports : deux paons d'azur miraillés d'or. Devise : FORS ADVRÉS |
|       |               | Agloval de Galles (Fils de Pelinor, Frère de Perceval et de Lamorat de Galles, Neveu de Lamorat de Listenois, père de Morien) Armes : De pourpre semé de croisettes d'or, au léopard d'argent armé et lampassé de gueules brochant sur le tout. Cimier : une tête de léopard d'argent, lampassée de gueules. Supports : deux léopards d'argent, armés et lampassés de gueules. Devise : DE GALLES DE GALLES Variantes : De pourpre semé de billettes d'or. Léopard non lampassé. |
|       |               | Agravain l'Orgueilleux (Fils du Roi Lot d'Orcanie, Neveu d'Arthur, Frère de Gauvain, Guerrehet, Gaheriet, Demi-frère de Mordret) Armes : De pourpre à l’aigle bicéphale d’or membrée et becquée de gueules, à la fasce de sinople brochant. Cimier : une tête d'aigle d'or, becquée de gueules. Supports : deux aigles d'or, becquées et membrées de gueules. Devise : NÉ POVR MOVRIR |
|       |               | Agricor le Beau Géant Armes : D'hermine plain. Cimier : une aigle essorante d'azur. Supports : deux aigles d'azur. Devise : POC A PARLER |
|       |               | Aguisant (Roi d'Écosse, Cousin éloigné d'Arthur) Armes : D'argent au lion de gueules armé et lampassé de sable, à une cordelière de gueules à l'entour. Cimier : une hure de sanglier de sable, couronnée d'or. Supports : deux sirènes au naturel, chevelées d'or, tenant un miroir d'or vitré d'azur. Devise : SANS PAOVR AVOIR |
|       |               | Aiglin des Vaus (Neveu de Keu d'Estrans, Frère de Kahedin de la Vallée) Armes : De gueules à la fasce coupée-crénelée d'or et de sable. Cimier : une tête de "clyens" d'argent. Supports : deux "clyens" barbés d'argent. Devise : MONS OV VALS |
|       |               | Aliblel Armes : Parti d'azur à six macles d'argent, et d'hermine plain. Cimier : une tête d'autruche d'argent, becquée de gueules. Supports : deux autruches d'argent, becquées et membrées de gueules. Devise : IE SERVIROI |
|       |               | Alixandre l'Orphelin (Cousin de Tristan) Armes : De sinople au lion d'argent. Cimier : non connu. Supports : non connus. Devise : non connue. |
|       |               | Amant le Bel Jouteur Armes : De sable au visage de femme de carnation chevelée d'or. Cimier : une tête de jeune fille blonde au naturel. Supports : deux demoiselles chevelées d'or et vêtues de gueules. Devise : C'EST POVR ELLE |
|       |               | Andeliz le Roux Armes : D'argent au vol renversé de sable. Cimier : un vol de sable. Supports : deux loups marins au naturel. Devise : TOVT POVR LA VIE Variante : vol non renversé. |
|       |               | Aran du Pin Armes : De sinople à trois pommes de pin d'or. Cimier : une pomme de pin d'or. Supports : deux bras de carnation, sortant d'une nuée d'azur et portant une manipule d'hermine. Devise : POMMES DE PIN |
|       |               | Argaanor le Riche Armes : De sable à un cavalier en armes d'or tenant une hache de sinople emmanchée de gueules. Cimier : un bras armé d'or tenant un poignard de sable. Supports : deux hommes d'armes d'or, tenant une hallebarde de sinople emmanchée de gueules. Devise : NORGALLES NORGALLES Variantes : La hache n'est pas emmanchée. Hache absente. Le cavalier est remplacé par un soldat à pied. |
|       |               | Argaas le Bel Armes : D'or à un taureau de gueules accorné, ancorné et lampassé d'azur. Cimier : une rencontre de taureau de gueules, lampassé d'azur. Supports : deux taureaux furieux de gueules, accornés, ancornés et lampassés d'azur. Devise : SANS PLVS AVANT Variante : le taureau n'est pas lampassé. |
|       |               | Argoier le Fel Armes : D'or à trois cotices de sable en bande. Cimier : un écureuil accroupi au naturel. Supports : deux jeunes filles nues au naturel. Devise : ET TOVT POVR ELLE Variante : les cotices sont posées en fasces. |
|       |               | Ariohan (Prince de Sessoigne (Saxe)) Armes : D'argent à un dragon de sable armé et lampassé de gueules. Cimier : un dragon issant de sable, lampassé de gueules. Supports : deux dragons issant de sable, lampassés de gueules. Devise : MARTEIZE |
|       |               | Armand le Pèlerin Armes : De sable semé de coquilles alternées d'or et d'argent. Cimier : une coquille d'or/ Supports : deux hommes noirs nus de sable. Devise : BOVRDONS ET COQVILLES |
|       |               | Armond Armes : D'or au griffon de sinople armé, becqué et membré d'argent. Cimier : un griffon issant de sinople, becqué d'or. Supports : deux griffons de sinople, becqués d'or. Devise : A TOVTES BESTES CLOC Variantes : Griffon passant. Griffon couard. |
|       |               | Arphasar (Frère d'Esclabor, Oncle de Palamède et de Saphar) Armes : De sable au sautoir d'argent. Cimier : une tête de cerf d'argent. Supports : deux cerfs d'argent. Devise : AV COEVR HARDI |
|       |               | Arthur (roi de Bretagne, fils d'Uther Pendragon, oncle de Gauvain et ses frères) Armes : D'azur à treize couronnes d'or, 4, 4, 4 et 1. Cimier : un dragon de sinople, lampassé de gueules, issant d'une couronne d'or. Supports : deux lévriers rampants d'argent, colletés de gueules. Devise : PENDRAGON TESTE DE DRAGON Variantes : D'azur à onze couronnes d'or. D'or à trois couronnes de gueules. Jusqu'au milieu du XIVe siècle, Arthur a porté D'azur (plus rarement De gueules) à trois (quelquefois deux) couronnes d'or (plus rarement d'argent), parfois disposées en pal,.. C'est une mauvaise lecture qui a transformé trois (treis) en treize, nombre entériné par tous les armoriaux du XVe siècle. La différence du champ, de gueules en Angleterre et en Bretagne, d'azur en France et Pays-Bas, est probablement liée à la couleur privilégiée pour les armes royales. D'azur à la croix d'or. "Arthur porta la croix de notre Seigneur Jésus Christ.", v. 512 des Annales de Cambrie. D'azur à la Sainte Vierge d'argent. "[son bouclier] sur lequel était peinte l'image de Marie saint mère de Dieu", Historia regum Britanniae de Geoffroy de Monmouth, livre 9, chap. 4. De sinople à la croix d'argent, cantonnée au 1er de la Sainte Vierge du même. |
|       |               | Arthur le Petit (Fils naturel du roi Arthur) Armes : De sable à l'arbre d'or. Cimier : un casque d'argent. Supports : deux hommes d'argent au naturel. Devise : C'EST POVR ARTHVR Variantes : l'arbre est fréquemment blasonné "sycomore" (sicanor) par le texte des armoriaux, et a entraîné une transformation en sautoir, cercle, écusson, quadrupède monstrueux (ici un Cerbère). Le champ est parfois de sinople et l'arbre d'argent. |
|       |               | Artus ly Blois Armes : De sable à l'épervier d'argent becqué et membré d'or. Cimier : un épervier d'argent. Supports : deux éperviers d'argent. Devise : A L'ESPERVIER Variantes : épervier ni becqué ni membré, membré seulement, becqué seulement. |

## B
| Image | Nom du chevalier et blasonnement |
| ----- | --- |
|       | Balaan (frère de Balaain) Armes : D'argent à un sanglier de sable onglé et défendu de gueules. Cimier : une hure de sable, languée de gueules. Supports : deux sangliers saillants de sable. Devise : MAR CAR DAIC |
|       | Balaain (frère aîné de Balaan, surnommé « le chevalier au deux épées ») Armes : D'argent à un sanglier de sable onglé et défendu de gueules, surmonté de trois étoiles d'azur rangées en chef. Cimier : une tête de léopard d'or. Supports : deux léopards d'or. Devise : NARIN Variante : sanglier ni onglé ni défendu. |
|       | Ban de Bénoïc (père de Lancelot et d'Hector, grand-père de Galaad, frère du roi Bohort de Gaunes, oncle de Bohort et de Lionel) Armes : D'argent à trois bandes de gueules Cimier : une aigle bicéphale de gueules. Supports : deux lions de gueules. Devise : A L'AVENTVRE |
|       | Banyers le Forcené Armes : Gironné d'argent et de gueules. Cimier : une roue d'or. Supports : deux lièvres au naturel. Devise : CANTORBIE |
|       | Baudemagu (roi de Gorre, neveu du roi Urien, oncle de Patrides le Hardi) Armes : De gueules aux trois gants d'argent. Cimier : une main issante d'une couronne et tenant une hache, le tout d'or. Supports : deux griffons d'or. Devise : DE GORRE EN GORRE |
|       | Beau Couard (Le) - nommé aussi Henor. Armes : De sable au cheval d'argent, ferré d'or. Cimier : une tête de cheval d'argent. Supports : deux chevaux cabrés d'argent. Devise : NOMMÉS LE Variante : cheval non ferré. Un chien à la place du cheval. |
|       | Bédivère (connétable d'Arthur) Armes : D'or au gonfanon de gueules. Cimier : un gant d'argent. Supports : deux pigeons d'argent, becqués et membrés de gueules. Devise : PREIST A VOLER |
|       | Blanor (frère de Blioberis, cousin de Lancelot, Hector, Bohort et Lionel) Armes : D'argent semé de croissants de sable, à trois bandes de gueules brochant . Cimier : une chauve-souris de sable. Supports : deux griffons d'azur, becqués, membrés et armés de gueules. Devise : PETRAZO Variante : croissant brochant sur les bandes. |
|       | Blioberis (frère de Blanor, cousin de Lancelot, Hector, Bohort et Lionel) Armes : D'argent semé de croissants de sable, à trois bandes de gueules brochant . Cimier : un croissant d'argent. Supports : deux buffles au naturel, accornés d'or. Devise : BLIOBERIS Variante : croissant brochant sur les bandes. |
|       | Blond amoureux (Le) Armes : de sable au peigne d'argent, chevelé d'or. Cimier : un peigne d'argent d'où sortent des cheveux d'or. Supports : deux écureuils de gueules. Devise : AMOVREVLX SVIS |
|       | Bohort (l'un des trois élus de la quête du Graal, parfois appelé l'« Essilié » pour le différencier de son père Bohors de Gaunes, frère aîné de Lionel, cousin germain de Lancelot et d'Hector, père d'Hélain le Blanc) Armes : D'hermine à trois bandes de gueules. Cimier : une hermine d'argent portant autour du cou une cravate d'hermine. Supports : deux hermines d'argent portant autour du cou une cravate d'hermine. Devise : PENOS PENAC                                     |
|       | Bohors de Gaunes (père de Bohort et de Lionel, frère du Roi Ban de Bénoïc, oncle de Lancelot et d'Hector, Roi de Gaunes) Armes : D'argent semé d'étoiles de sable, à trois bandes de gueules brochant . Cimier : une aigle bicéphale issante d'argent. Supports : non connus. Manteau : coupé de gueules et d'argent doublé d'hermine. Devise : Y CE FERA |
|       | Brandelis (fils de Lac, frère d'Erec) Armes : De gueules à trois épées d'argent mal ordonnées, garnies et pommetées d'azur. Cimier : une tête de griffon d'or. Supports : deux griffons d'or. Devise : BRANDELIX Variantes : épées garnies et pommetées d'or, de sinople. |
|       | Brien des Iles Armes : De sable à un chien courant d'or armé et lampassé de gueules. Cimier : une tête de chien d'or, lampassé de gueules. Supports : deux chiens d'or, armés et lampassés de gueules. Devise : SOIT BIEN OV MAL Variantes : chien seulement armé. Ni armé ni lampassé. Colleté de gueules. |
|       | Broadas l'Espagnol Armes : De sable à l'écrevisse d'or posée en pal. Cimier : une écrevisse d'or posée en pal. Supports : deux écrevisses d'or posées en pal. Devise : BROADAS BROADAS |
|       | Brumer de la Fontaine Armes : Écartelé d'or et de sable, à la fontaine d'argent brochant sur le tout. Cimier : une tête de dragon au naturel. Supports : deux dragons bipères ailés au naturel. Devise : PLAINE FONTAINE |
|       | Brun sans Joie Armes : Parti de gueules semé de larmes d'argent, et de sinople semé de larmes d'or. Cimier : une tête de chat d'argent. Supports : deux chats effarouchés d'argent. Devise : NORTOMBRELAN Variante : au 1, de gueules plain. |
|       | Brun sans Pitié (dit aussi "le Félon") Armes : De sable à un dragon d'argent. Cimier : non connu. Supports : non connus. Devise : non connue. |
|       | Brunor le Chevalier sans Peur (père de Dinadan et de Brunor le Noir) Armes : D'argent plain. Cimier : une couronne d'or. Supports : deux cerfs élancés d'or. Devise : SANCERRE |
|       | Brunor le Noir (fils de Brunor le Chevalier sans Peur, frère de Dinadan, parfois appelé "le Chevalier à la cotte mal taillée" ou "le Chevalier à l'écu vermeil") Armes :D'argent au lion échiqueté de sable et de gueules, armé et lampassé de sinople Cimier : une tête de lion échiquetée de sable et de gueules. Supports : deux lions échiquetés de sable et de gueules. Devise : SANS PEVR Variantes : lion fascé de sable et de gueules. Lion de gueules semé de taches de sable. |
|       | Busterin le Grand Armes : D'or à un quadrupède de sable, à la bordure componée d'argent et de gueules. Cimier : un "bort" issant de sable. Supports : deux "borts" rampants de sable. Devise : Y PEVLT ESTRE NB : le quadrupède est difficilement identifiable. Qualifié le plus souvent de "bort", il est aussi parfois nommé "cesson" (verrat ?), "taisson" (blaireau) ou louveteau. Variante : bordure échiquetée,.                                                                  |

## C
| Image | Nom du chevalier et blasonnement |
| ----- | --- |
|       | Cadrus Armes : D’or semé de tourteaux de gueules. Cimier : une tête de coq de gueules. Supports : deux coqs de gueules. Devise : SANS SY |
|       | Calinan le Blanc, surnommé l'Orgueilleux (fils de Guiron) Armes : D’or à un dragon de gueules armé et langué de sable. Cimier : une tête de dragon de gueules. Supports : deux dragons de gueules. Devise : FILS DE GVIRON Variante : armé et langué de sinople.                                                      |
|       | Calogrenant (cousin d'Yvain) Armes : De gueules à une guivre d’or. Cimier : une guivre d'or. Supports : non connus. Devise : PIS QVE GYSSOE |
|       | Chasseur d'Outre les Marches (Le) Armes : D'or herminé de sinople. Cimier : une tête de buffle au naturel. Supports : deux buffles au naturel. Devise : D'OVLTRE MER SVIS Variante : d'argent semé de mouchetures d'hermine d'or et de sinople alternées. Écartelé d'or et de sinople.                                |
|       | Chevalier d'Escalot (Le) Armes : De gueules au navire d'or, habillé de pourpre. Cimier : un navire d'or habillé de pourpre. Supports : non connus. Devise : non connue. Variante : navire habillé d'or, de sable. |
|       | Chevalier d'Escor (Le) Armes : De gueules au cerf d'or, onglé et lampassé de sable. Cimier : une rencontre de cerf d'or. Supports : deux cerfs élancés d'or. Devise : SORTÉS HORS Variante : cerf non lampassé. |
|       | Chevalier des sept voies (Le) Armes : De gueules au pont d'or maçonné de sable, enjambant une rivière d'argent. Cimier : un pont d'or maçonné de sable, enjambant une rivière ondée d'argent et d'azur. Supports : non connus. Devise : PAR TOVTES VOIS Variantes : rivière d'azur, rivière ondée d'argent et d'azur. |
|       | Clarence (Le Duc de) - parfois nommé Galescin Armes : D'azur à une ville d'or, maçonnée de sable. Cimier : une ville d'or. Supports : deux anges papelonnés au naturel. Devise : BRITANIA BRITANIA |
|       | Clares (Le Roi de) Armes : D'or à une croix potencée de gueules. Cimier : une croix potencée de gueules. Supports : deux corbeaux de sable. Devise : CLARES |
|       | Claudas, roi de la Terre déserte, et son fils Claudin Armes : D’azur à un pin d’or. Cimier : non connu. Supports : non connus. Devise : non connue. |
|       | Courant de Roche Dure Armes : De sable à trois lapins d’argent, onglés de gueules. Cimier : un lapin issant d'argent. Supports : deux lapins saillants d'argent, onglés de gueules. Devise : DVR COMME ROCHE Variante : lapins non onglés. De sable plain.                                                            |

## D
| Image | Nom du chevalier et blasonnement |
| ----- | --- |
|       | Dalides de la Rivière Armes : D’argent à deux dauphins de sable adossés en pal et langués de gueules. Cimier : une licorne issante d'azur. Supports : deux licornes d'azur. Devise : C’EST POVR RYVIERE Variante : dauphins non langués.                                                                           |
|       | Damatha Armes : De vair plain. Cimier : une nef d'or. Supports : deux béliers d'argent couronnés d'or. Devise : PVIS QVE AINSI VA Variante : d'argent à deux fasces ondées d'azur. |
|       | Danain le Roux Armes : De sable à un porc-épic d’or onglé d’azur. Cimier : une tête de porc-épic d'or. Supports : deux porcs-épics d'or. Devise : FORCE OV DROICT |
|       | Desier le Fier Armes : D’argent à une hydre à sept têtes de gueules, languée de sinople. Cimier : une hydre de gueules, languée de sinople. Supports : deux hydres de gueules, languées de sinople. Devise : LOGRES LOGRES Variantes : hydre non languée. Champ d'or.                                              |
|       | Dinadan (Fils de Brunor le Chevalier sans Peur, Frère de Brunor le Noir) Armes : D’argent au lion de sable, armé et lampassé de sinople. Cimier : une tête de lion de sable, lampassée de sinople. Supports : deux lions de sable, armés et lampassés de sinople. Devise : BIZNIQVEN Variante : lion non lampassé. |
|       | Dodinel le Sauvage Armes : D’argent à l’aigle d’azur becquée et membrée d’or. Cimier : une aigle d'azur becquée de gueules. Supports : deux aigles d'azur becquées et membrées de gueules. Devise : TOVT SAVVAIGE Variantes : aigle seulement membrée. Ni becquée ni membrée.                                      |

## E
| Image | Nom du chevalier et blasonnement |
| ----- | --- |
|       | Enfant du Plessis (L') Armes : De gueules à trois roses d'argent. Cimier : une tête d'Albanais au naturel. Supports : deux Albanais au naturel. Devise : HORS DE PRESSE Variantes : roses d'or. Trois quintefeuilles d'or au lieu de trois roses d'argent. Trois besants d'or. |
|       | Érec Armes : D’or à trois têtes de serpent de gueules languées de sinople. Cimier : une tête de serpent de sinople. Supports : deux dragons de sinople. Devise : SORTÉS SORTÉS Variantes : têtes non languées. Têtes de sinople.                                               |
|       | Esclabor le Méconnu (roi de Babylone, frère d'Arphasar, père de Palamède et de Saphar) Armes : Échiqueté d’or et de gueules. Cimier : un échiquier d'or et de gueules, bordé d'or. Supports : deux Turcs au naturel. Devise : non connue.                                      |

## F
| Image | Nom du chevalier et blasonnement |
| ----- | --- |
|       | Faran le Noir Armes : D’azur à trois aiglettes d’argent, becquées et membrées de sable. Cimier : une aigle issante d'argent, becquée de sable. Supports : deux aigles d'argent, becquées et membrées de sable. Devise : TREMEN Alias : aiglettes seulement membrées. |
|       | Faran le Roux Armes : D’azur aux trois aiglettes d’argent, becquées et membrées de sable ; à la bordure componée d’or et de sable. Cimier : une aigle issante d'argent, becquée de sable. Supports : deux aigles d'argent, becquées et membrées de sable. Devise : DE TOVTES TAILLES Alias : bordure absente, bordure de sable semée de couronnes d'or, champ de pourpre. |
|       | Fée des Dames (Le) Armes : De sable à trois billettes d'argent. Cimier : un buste de femme au naturel, chevelée d'or. Supports : deux femmes au naturel, vêtues et chevelées d'or. Devise : TOVT POVR LES DAMES Alias : inversion avec les armes du Forestier du Danemark.                                                                                                |
|       | Félix le Quérant Armes : De sinople à un cerf passant ailé d’or, onglé de sable. Cimier : un cerf ailé issant d'or. Supports : deux cerfs ailés d'or. Devise : AINSI LE VEVLX Alias : cerf non onglé. |
|       | Fergus Armes : Palé contre-palé d’argent et de gueules. Cimier : un écran de gueules à deux pals d'argent. Supports : deux hommes sauvages au naturel issant d'une nuée d'azur. Devise : A L’AVENTVRE |
|       | Ferrandon le Pauvre Armes : D’or à six burelles de sinople. Cimier : une cane au naturel. Supports : deux canes au naturel. Devise : TREMENER Alias : quatre fasces au lieu de six burelles. |
|       | Ferrant du Tertre Armes : De gueules à un ours d’or armé de sable. Cimier : une tête d'ours au naturel, emmuselée d'or. Supports : deux ours rampants au naturel, emmuselés d'or et armés de sable. Devise : IE M’Y TROVVE Alias : ours non armé. |
|       | Forestier du Danemark (Le) Armes : d'or au chêne de sinople, au huchet d'argent brochant. Cimier : un chêne de sinople. Supports : non connus. Devise : AV BOYS Y A VERDVRE Alias : inversion avec les armes du Fée des Dames. Huchet absent. |
|       | Fort Trouvé (Le) Armes : D'argent au sanglier de sable, onglé et défendu de gueules. Cimier : une hure de sanglier de sable, défendue de gueules. Supports : deux sangliers saillants de sable, onglés et défendus de gueules. Devise : IE FVS TRUVVE. Alias : sanglier ni onglé ni défendu.                                                                              |
|       | Fortuné de l'Île (Le) Armes : De gueules à un éléphant d'or, onglé et défendu d'azur. Cimier : une tête d'éléphant d'or, défendue d'azur. Supports : deux éléphants d'or, onglés et défendus d'azur. Devise : BIEN FORTVNE Alias : éléphant ni onglé ni défendu, éléphant bâté d'azur.                                                                                    |
|       | Friadus le Gai Armes : D’or mantelé de gueules. Cimier : un dragon issant au naturel, langué de gueules. Supports : deux dragons au naturel, langués de gueules. Devise : DISQVEYNEIT |

## G
| Image | Nom du chevalier et blasonnement |
| ----- | --- |
|       | Gaheriet (Dernier fils du roi Lot d'Orcanie, Frère de Gauvain, Agravain et Guerrehet, Demi-frère de Mordret, Neveu d'Arthur) Armes : De pourpre à l’aigle bicéphale d’or becquée et membrée de gueules, à la cotice en bande du même brochant. Cimier : non connu. Supports : non connus. Devise : non connue. |
|       | Galaad (fils de Lancelot) Armes : D’argent à la croix de gueules. Cimier : une tête de jeune fille au naturel, chevelée d'or. Supports : deux licornes d'argent. Devise : O L’AIDE DIEV |
|       | Galegantin le Galois Armes : Parti d’or et de sable, au lion de sinople armé et lampassé de gueules brochant. Cimier : non connu. Supports : non connus. Devise : non connue. |
|       | Galegantin de Norgalles (roi de Norgailles) Armes : De pourpre au lion d’argent armé et lampassé de sinople. Cimier : une tête de lion d'argent lampassée de sinople. Supports : deux lions d'argent armés et lampassés de sinople. Devise : NORGALLES |
|       | Galehaut (seigneur de Îles Lointaines) Armes : D’argent semé d’étoiles d’azur, au lion de gueules armé et lampassé de sinople brochant. Cimier : une tête de lion de gueules, lampassée de sinople. Supports : deux lions de gueules, armés et lampassés de sinople. Devise : DE ISLE EN ISLE Alias : lion seulement armé. |
|       | Galinde du Tertre Armes : D’argent à une merlette de sable. Cimier : ue fourche en pal renversée au naturel. Supports : deux chiens rampants d'argent. Devise : MONS ET VAVLS Alias : une corneille au lieu d'une merlette. |
|       | Ganemor (frère d'Amant le Bel Jouteur et d'Harpin le Dur) Armes : De gueules à un loup d’or armé et lampassé de sable. Cimier : une tête de loup d'or. Supports : deux loups ravissants d'or. Devise : SOIT BLANC OV NOIR Alias : loup ni armé ni lampassé. Loup seulement armé. |
|       | Gauvain (Fils aîné du roi Lot d'Orcanie, Frère d'Agravain, Guerrehet et Gaheriet, Demi-frère de Mordret, Père de Guinglain, Neveu d'Arthur, Principal héros de la légende arthurienne) Armes : De pourpre à l’aigle bicéphale d’or becquée et membrée d’azur. Cimier : une aigle d'or issante, becquée d'azur. Supports : deux aigles d'or, becquées et membrées d'azur. Devise : ORCANIE ORCANIE Alias : D'argent au franc-canton de gueules. Ces armes imaginaires sont celles de Gauvain au XIIIe siècle, qui brise d'un franc-canton de gueules par rapport à son père Lot d'Orcanie, chef d'armes (D'argent plain). |
|       | Geffroi de la Tour Armes :De gueules à une tour d’or maçonnée de sable. Cimier : une tour d'or. Supports : deux hommes en pied, habillés à la suisse. Devise : TOVT EN TOVR DE LA TOVR |
|       | Girflet Armes : D’or semé de chardons de sable. Cimier : un feu de gueules. Supports : deux chats sauvages au naturel. Devise : PRES OV LOING Alias : champ d'argent. |
|       | Gornain Armes : De sable au chef d’or chargé de trois coquilles de gueules. Cimier : un bourdon d'or semé de coquilles de gueules. Supports : deux singes d'or. Devise : AV PIS ALLER |
|       | Gosenain d'Estrangort Armes : D'azur au léopard lionné d'argent, armé et lampassé de gueules. Cimier : une tête de léopard d'argent, lampassée de gueules. Supports : deux lions d'argent armés et lampassés de gueules. Devise : ABIZ NICQVEN Alias : léopard lionné remplacé par léopard, lion rampant, lion passant. Léopard lionné seulement armé , seulement lampassé. |
|       | Gringalas le Fort Armes : De sable à une licorne d’argent accornée et ancornée d’azur. Cimier : une tête de licorne d'argent. Supports : deux licornes d'argent, lampassées d'azur. Devise : DV TOVT SAVVAIGE Alias : licorne lampassée, licorne ni accornée, ni ancornée. Licorne remplacée par une chimère en forme de griffon. |
|       | Guerrehet (troisième fils du roi d'Orcanie, frère de Gauvain, Agravain et Gaheriet, demi-frère de Mordret, neveu d'Arthur) Armes : De pourpre à l’aigle bicéphale d’or, becquée et membrée d’argent, à la bordure de gouttes de gueules. Cimier : non connu. Supports : non connus. Devise : non connue. |
|       | Guinglain (Fils de Gauvain) Armes : D’argent à un bâton noueux de gueules. Cimier : un écôt de gueules. Supports : deux anges ailés d'azur. Devise : RICHEMONT |
|       | Guiron le Courtois (Père de Calinant) Armes : D’or plain. Cimier : non connu. Supports : deux femmes mores de sable, chevelées et couronnées d'or. Devise : C’EST POVR LA BRVNNE |
|       | Guivret le Petit Armes : Coupé-émanché d’argent et de gueules. Cimier : un bras armé tenant une brosse, le tout d'or. Supports : deux ours rampants au naturel. Devise : VENEZ VENEZ Alias : le coupé-emanché est souvent confondu avec un chef denché. |

## H
| Image | Nom du chevalier et blasonnement |
| ----- | --- |
|       | Harpin le Dur Armes : De sable à la croix ancrée d’argent. Cimier : une croix ancrée d'argent. Supports : deux renards ravissant au naturel. Devise : A TOVT IEV Alias : une anille au lieu d'une croix ancrée. |
|       | Hector des Mares Armes : D’argent à trois bandes de gueules, un soleil d’azur brochant. Cimier : un soleil d'azur. Supports : deux sagittaires au naturel. Devise : AVX MARAIS Alias : un soleil d'argent, champ semé de croissants de sable. |
|       | Hélain le Blanc (fils naturel de Bohort) Armes : D’argent à trois bandes de gueules, un lambel de sable brochant. Cimier : une tête de chat au naturel. Supports : deux chats effarouchés au naturel. Devise : BRANGORES BRANGORES Alias : lambel absent, champ semé d'étoile de sables=.                                                                                 |
|       | Hermin le Félon Armes : Burelé d’or et d’azur. Cimier : une tête de coq de gueules. Supports : deux coqs de gueules. Devise : GALICE GALICE |
|       | Herrois le Joyeux Armes : D’argent à trois croisettes au pied fiché de sable. Cimier : une croix de sable. Supports : deux bras armés d'or sortant d'une nuée d'azur. Devise : CROIX SVR TOVT |
|       | Hervi de Rivel Armes : De sinople semé de gouttes d’or, au léopard d’argent armé et lampassé de gueules brochant. Cimier : une tête de léopard d'argent, lampassé de gueules. Supports : deux léopards d'argent, armés et lampassés de gueules. Devise : LIST LIST Alias : champ dépourvu de gouttes. Léopard seulement armé.                                             |
|       | Hideux le Fort Tirant Armes : D’argent à une chimère de gueules, tachetée d’azur. Cimier : une chimère au naturel. Supports : deux chimères au naturel. Devise : TIRANT LE SAVAIGE Alias : mal comprise, la chimère est remplacée par une panthère, un coquatrix, un léopard, un écu d'azur plain.                                                                        |
|       | Hoscalen le Prussien (Parfois aussi appelé " le Troyen ") Armes : D’argent à trois rubis de gueules. Cimier : une aigle issante de gueules, becquée et couronnée d'or. Supports : deux aigles de gueules, becquées et membrées d'or. Devise : PRVCE PRVCE Alias : les rubis peuvent être carrés, ronds, tigés ou, le plus souvent, informes. Ils peuvent être de sinople. |

## I
| Image | Nom du chevalier et blasonnement |
| ----- | --- |
|       | Irlandais de Ruse (L') Armes : De gueules à la cloche d'argent bataillée de sable. Cimier : une cloche d'argent. Supports : deux marmottes rampantes au naturel. Devise : YVE MECHANIT Alias : cloche non bataillée. |

## K
| Image | Nom du chevalier et blasonnement |
| ----- | --- |
|       | Kahedin (frère d'Yseut aux Blanches Mains, beau-frère de Tristan) Armes : De gueules à trois macles d’or. Cimier : inconnu. Supports : inconnus. Devise : inconnue. Alias : trois rustes au lieu de trois macles. |
|       | Kahedin de la Vallée (frère d'Aiglin des Vaux) Armes : De gueules à une faux d’or, emmanchée de sable. Cimier :une faux d'or emmanchée de sable. Supports : inconnus. Devise : AV RETOVR DV VAL Alias : champ d'argent et faux de gueules.                                                                                             |
|       | Kalaart le Petit Armes : De sable à l’orle d’or de trois pièces. Cimier : tête et col de grue au naturel. Supports : deux grues au naturel sans leur vigilance. Devise : Y CE FERA Alias : orle d'azur de quatre pièces. |
|       | Karados (roi d'Estrangos, neveu par alliance d'Arthur) Armes : D’azur à une couronne d’argent. Cimier : deux tigres de sable. Supports : deux tigres de sable. Devise : ZELLANDE Alias : champ de pourpre. |
|       | Keu (Frère de lai et sénéchal du roi Arthur, oncle du Laid Hardi, fils des gueu Egbert (ou Antor) et dame Florilla) Armes : D’azur à deux clefs d’argent adossées en pal. Cimier : une clef d'argent. Supports : deux lévriers rampants de sinople. Devise : HORS DES BVSONS Alias : clefs passées en sautoir.                         |
|       | Keu d’Estraus (neveu du roi Karados, oncle de Kahedin et d'Aiglin des Vaus) Armes : D’or à deux jumelles de sable. Cimier : un bras armé d'argent tenant deux cheveux d'or et de sable. Supports : deux chèvres saillantes d'argent, accornées d'or. Devise : TOVT POVR LA VIE Alias : deux fasces au lieu de deux jumelles en fasces. |

## L
| Image | Nom du chevalier et blasonnement |
| ----- | --- |
|       | Lac (Roi d'Estregales, Père d'Erec et de Brandelis) Armes : D'or à trois têtes de serpent de gueules, languées de sinople. Cimier : une tête de dragon de gueules, languée de sinople. Supports : deux lévriers d'argent, mouchetés de sable, colletés de gueules. Devise : GREGOYS SVIS |
|       | Le Laid Hardi (Neveu de Keu, Cousin d'Erec) Armes : Losangé d'argent et de sable. Cimier : un râteau d'or renversé en pal. Supports : deux femmes sauvages au naturel. Devise : MAVGRE FORTVNE |
|       | Lambègue le Galois (Précepteur de Bohort) Armes : D'argent à trois annelets de gueules. Cimier : une tête de bélier d'argent. Supports : deux béliers saillants d'argent. Devise : HEVRTE GALLOYS |
|       | Lamorak de Gulis (ou Lamorat de Gales, fils de Pellinor, roi de Listenois ; frère de Perceval et d'Agloval ; neveu de Lamorat de Listenois) Armes : De pourpre semé de croisettes d'or, au léopard d'argent armé et lampassé de gueules brochant sur le tout. Cimier : une tête de léopard d'or. Supports : deux léopards d'or. Devise : SOIES SEVR Alias : léopard seulement armé, léopard d'or.                    |
|       | Lamorat de Listenois (Frère de Pellinor ; oncle de Perceval, Agloval et Lamorat de Galles) Armes : De pourpre au léopard d'argent armé de gueules. Cimier : une tête de léopard de pourpre, lampassée de gueules. Supports : deux léopards de pourpre, armés et lampassés de gueules. Devise : TOST OV TARD Alias : léopard d'or sur champ semé de croisettes d'or.                                                  |
|       | Lanborc du Chatel (Frère de Pellinor ; oncle de Perceval, Agloval et Lamorat de Galles) Armes : De pourpre au léopard lionné d'argent, armé et lampassé d'azur. Cimier : une tête de léopard d'argent. Supports : deux léopards d'argent. Devise : AVTOVR DV CHASTEAV Alias : queue fourchée et passée en sautoir, armé et lampassé de gueules, lion passant au lieu de léopard rampant.                             |
|       | Lancelot (fils du roi Ban de Benoïc, demi-frère d'Hector, cousin de Bohort, Lionel, Blanort et Blioberis, père de Galaad) Armes : D'argent à trois bandes de gueules. Cimier : un faucon d'or essorant. Supports : deux hommes sauvages au naturel. Devise : DV LAC MA DAME Alias : bandes d'azur, trois barres au lieu de trois bandes, bandes d'argent sur champs de gueules. De gueules à l'aigle bicéphale d'or. |
|       | Lanval du Bois Armes : D'or à la bande de gueules engrêlée de sable. Cimier : une tête de loup au naturel. Supports : deux loups ravissants au naturel. Devise : IE N'Y RIEN FAVLDRE. Alias : bande dentelée de sable. |
|       | Léodegan de Carmélide (Père de Guenièvre) Armes : De sable au léopard d'or, armé et lampassé de gueules. Cimier : une tête de léopard d'or, armé et lampassé de gueules. Supports : deux léopards d'or. Devise : ASSÉS TOST |
|       | Lionel de Gaunes (second fils du roi Bohort de Gaunes, frère de Bohort, cousin de Lancelot, Hector, Blanor et Blioberris) Armes : D'argent semé d'étoiles de sable, à trois bandes de gueules brochant . Cimier : une étoile d'or. Supports : deux lévriers d'argent colletés d'or. Devise : HARE LEVRIER Alias : étoiles absentes, étoiles brochant sur les bandes, confusion avec les armes de Helain le Blanc.    |
|       | Lot (roi d'Orcanie, père de Gauvain, Agravain, Guerrehet et Gaheriet, beau-frère d'Arthur) Armes : De pourpre à l'aigle bicéphale d'or, becquée et membrée d'azur Cimier : non connu. Support : deux aigles d'or becquées et membrées d'azur. Devise : D'ORCANE |
|       | Lot le Preux Armes : D'argent au corbeau de sable, becqué et membré d'azur. Cimier : un corbeau de sable, becqué d'azur. Supports : deux corbeaux de sable, becqué et membré d'azur. Devise : D'ORCANE SVIS |
|       | Lucan (Bouteiller d'Arthur, cousin de Girflet) Armes : D'or au loup-cervier de gueules, armé de sable, . Cimier : une tête de loup-cervier de gueules. Supports : deux loups-cerviers rampants de gueules. Devise : IE PARVIENDROI Alias : le loup-cervier est remplacé par un chat, par un chat sauvage, par un léopard lionné.                                                                                     |
|       | Ludinas le Bon Chevalier de Norgalles Armes : De gueules à trois pattes de lion d'or. Cimier : une patte de lion d'or, armé de sable. Supports : deux pattes de lion d'or, armées de sable. Devise : NORGALLES |
|       | Lupin des Croix Armes : D'azur semé de croissants d'or. Cimier : un cormoran de sable, becqué de gueules. Supports : deux cormorans de sable, becqués de gueules. Devise : TOVT POVR LA CROIX |
|       | L'Enfant du Plessis Armes : De gueules à trois roses d'argent. Cimier : Supports : Devise : HORS DE PRESSE |

## M
| Image | Nom du chevalier et blasonnement |
| ----- | --- |
|       | Mador de la Porte Armes : De sable à sept pommes d’argent ombrées de gueules. Cimier : un râteau de sable renversé en pal. Supports : deux chats sauvages effarouchés de sable. Devise : PRES DE LA PORTE Alias : sept feuilles des marais au lieu de sept pommes. |
|       | Malaquin le Danois, parfois nommé Malaquin d'Outre-les-Marches-de-Galonne Armes : D’or à une tête de maure de sable couronnée d’argent. Cimier : une tête de maure de sable couronnée d'argent. Supports : deux ours de sable emmuselés de gueules. Devise : DANOIS SVYS Alias : tête non couronnée mais portant un tortil, tête languée de gueules.                                              |
|       | Malaquin le Gallois Armes : de sable à un calice d’argent. Cimier : un calice d'argent. Supports : non connus. Devise : GNEVT SICOVB DONC |
|       | Malaquin le Gros Armes : De pourpre à la bande d’argent chargée de trois lions léopardés de gueules. Cimier : une tête de lion de gueules, lampassée d'or. Supports : deux lions de gueules, armés et lampassés d'or. Devise : MALAQVIN MALAQVIN Alias : lions léopardés, armés et lampassés d'or.                                                                                                |
|       | Mandin l’Envoisié Armes : De gueules à une sirène d’argent se peignant, écaillée de pourpre. Cimier : une sirène issante d'argent. Supports : deux sirènes d'argent se peignant. Devise : TOVT PAR MESVRE Alias : sirène au naturel. Écaillée de sable. |
|       | Mandin le Sage Armes : Parti vairé d’or et de pourpre, et de gueules plain. Cimier : une tête de femme au naturel, couronnée d'or. Supports : deux chèvres saillantes d'argent. Devise : PEV PARLER Alias : de vair au 1. Vairé d'or et de sable au 1. Barré or et pourpre au 1. |
|       | Margondes le Rouge Armes : Bandé de gueules et d’or de six pièces. Cimier : un griffon issant d'or. Supports : deux griffons rampants d'or. Devise : NÉ POVR CELA Alias : De gueules à six cotices d'or. |
|       | Méliadus de l’Espine Noire (personnage parfois confondu avec Melyadus le Blanc). Armes : D’or à trois croisettes tréflées de gueules. Cimier : une croix ancrée de gueules. Supports : deux chats effarouchés d'argent. Devise : A BVSON ESPINOIE |
|       | Méliadus de Léonois (père de Tristan) Armes : De sinople plain. Cimier : un chêne de sinople issant d'une couronne d'or. Supports : non connus. Devise : A LA VERDVRE |
|       | Melian de Lis Armes : De gueules à un renard d’or, armé et lampassé d’azur. Cimier : une tête de renard d'or. Supports : deux renards ravissants d'or. Devise : AV REGNART Alias : renard ni armé ni lampassé. Loup au lieu de renard. |
|       | Mélior de l’Espine Armes : De sable à une divise d’or. Cimier : une tête de loup au naturel. Supports : deux loups ravissant au naturel. Devise : OV TART Alias : fasce au lieu de divise. |
|       | Melios le Beau Chevalier Armes : Fascé contre-fascé d’argent et de sinople. Cimier : un buste de femme d'or. Supports : deux femmes vêtues d'or. Devise : MELIONS MELIONS |
|       | Mélyadus le Blanc (personnage parfois confondu avec Meliadus de l'Espine Noire ou Melyadus le Noir) Armes : De sable à la croix pattée d’or. Cimier : une croix pattée d'or. Supports : deux aigles d'azur. Devise : HORS DES DÉSERTS Alias : une croix potencée au lieu d'une croix pattée. |
|       | Mélyadus le Noir Armes : D’argent à trois chevrons de sable. Cimier : tête et col de grue au naturel. Supports : deux grues au naturel sans leur vigilance. Devise : CLER OV TROVBLE |
|       | Méraugis de Port les Guez (fils naturel du roi Marc de Cornouaille) Armes : d’argent à la bordure de gueules. Cimier : une tête de lion d'or, lampassée de gueules. Supports : deux chiens bâtards de gueules. Devise : CORNOVAILLE |
|       | Mirandon de la Tamise Armes : De sable à un moulin à vent d’or,. Cimier : un panier d'or. Supports : un sagittaire et une sirène au naturel. Devise : TAMISE TAMISE Alias : moulin à vent remplacé par un panier, comme sur le cimier. |
|       | Mordred (fils incestueux d'Arthur et de sa demi-sœur Morcadès, femme du roi Lot d'Orcanie, demi-frère de Gauvain, Agravain, Gaheriet, et Guerrehet) Armes : De pourpre à l’aigle bicéphale d’or, au chef d’argent. Cimier : une aigle bicéphale d'or. Supports : deux femmes mores de sable. Devise : PAR ADVENTURE Alias : aigle becquée et membrée d'argent. Aigle becquée et membrée de sable. |
|       | Morholt d'Irlande (Le) Armes : Burelé d'argent et d'azur au lion de gueules brochant,. Cimier : une tête de lion de gueules, lampassée de sinople. Supports : deux lions de gueules, armés et lampassés de sinople. Devise : YBERNYE Alias : lion armé et lampassé de sinople. Bandé au lieu de burelé.                                                                                           |

## N
| Image | Nom du chevalier et blasonnement |
| ----- | --- |
|       | Nabon le Fel Armes : D’argent à trois fusées de gueules rangées en fasce. Cimier : une fusée de gueules. Supports : deux écureuils au naturel. Devise : HORS DE SERVAIGE                                                                              |
|       | Noir perdu (Le) Armes : D'argent au tigre héraldique de sable, lampassé de sinople. Cimier : une tête de tigre de sable, lampassé de sinople. Supports : deux tigres rampants de sable, armés, lampassés et défendus de sinople. Devise : IE FVS PERV |

## O
| Image | Nom du chevalier et blasonnement |
| ----- | --- |
|       | Osenain Cœur Hardi Armes : Écartelé d’argent et de gueules. Cimier : non connu. Supports : non connus. Devise : non connue. |
|       | Ossenet d’Estrangot ou Gosenain d'Estrangort Armes : D’azur au léopard lionné d’argent, armé et lampassé de gueules. Cimier : une tête de léopard d'argent, lampassée de gueules. Supports : deux léopards d'argent, armés et lampassés de gueules. Devise : ABIZ NICQVEN Alias : lion passant au lieu de léopard lionné. |

## P
| Image | Nom du chevalier et blasonnement |
| ----- | --- |
|       | Palamède Armes : Échiqueté d’argent et de sable. Cimier : une tête de léopard échiquetée d'argent et de sable. Supports : deux léopards échiquetés d'argent et de sable. Devise : POVR CELLE POY Alias : échiqueté d'argent et d'azur. |
|       | Patrides au Cercle d’Or Armes : De gueules au chef d’or, au lion de sable armé et lampassé de sinople brochant. Cimier : une tête de lion de sable lampassée de sinople. Supports : deux lions de sable armés et lampassés de sinople. Devise : TOVT POVR ARTHVR Alias : lion ni armé ni lampassé.                                                                   |
|       | Patrides le Hardi (neveu de Baudemagu) Armes : D’argent fretté de gueules. Cimier : une tête et col de cygne d'argent becquée de sable Supports : Deux cygnes d'argent, becqués et membrés de sable Devise : I’EN SVIS |
|       | Pellinor (roi de Listenois, père de Perceval, Agloval et Lamorat de Galles ainsi que de Tor, frère de Lamorat de Listenois). Armes : D’or semé de croisettes d’azur. Cimier : une aigle issante de sable. Supports : deux aigles de sable. Devise : PAR LA CROIX Alias : croissants au lieu de croisettes. De pourpre au lion d'argent armé et lampassé de sinople.  |
|       | Perceval (fils de Pellinor de Listenois, frère d'Agloval et de Lamorat de Galles, demi-frère de Tor, neveu de Lamorat de Listenois) Armes : De pourpre semé de croisettes d’or. Cimier : une croix d'or. Supports : deux griffons d'argent. Devise : CRVX CHRYSTI Alias : champ de sable. Addition d'un franc-canton d'argent à l'étoile de sable. De gueules plain. |
|       | Persides Armes : D'argent semé de tourteaux d'azur, . Cimier : une sauterelle de sinople. Supports : deux sauterelles de sinople ailées d'argent. Devise : SANS VARIER Alias : champ d'or. |
|       | Pharamond (roi de Gaule) Armes : De sable à trois crapauds d’or. Cimier : une tête de tigre de sable. Supports : deux tigres de sable. Devise : GAVLE GAVLE |

## R
| Image | Nom du chevalier et blasonnement |
| ----- | --- |
|       | Radouin le Persien Armes : De sable à une chapelle d’argent, ajourée de campanée de sable. Cimier : une tête de lion écartelée d'or et d'azur. Supports : deux lions écartelés d'or et d'azur. Devise : PAR SVR TOVS ARTHVR |
|       | Randon le Léger Armes : Bandé-contre-bandé d’or et d’azur. Cimier : une tête de cert d'argent. Supports : deux cerfs d'hermine, accornés d'argent. Devise : C’EST POVR BRVTVS |
|       | Rion (roi saxon de Danemark et d'Irlande) Armes : D’or au léopard de pourpre, armé et lampassé d’azur. Cimier : une tête de léopard d'or. Supports : deux léopards d'or. Devise : TROP MI TARDE Alias : léopard d'azur. Léopard seulement armé. Léopard armé et lampassé de sable. De gueules à trois têtes de lion d'or, lampassées de sable. |
|       | Rousselin du Haut Mont Armes : D’or à un sauvage de gueules enbastonné de même. Cimier : un sauvage issant de gueules. Supports : deux sauvages de gueules, armés d'une massue de sable. Devise : PAR SVR LES MONTS Alias : sauvage de sable et massue de gueules.                                                                             |

## S
| Image | Nom du chevalier et blasonnement |
| ----- | --- |
|       | Sadoc de Vencon Armes : Fascé-ondé d’argent et d’azur. Cimier : une tête de pie de sable. Supports : deux pies au naturel. Devise : IEY PIE ET PIAVLS Alias : fascé ondé d'argent et de sable. D'or à la fusée partie d'argent et de sable. |
|       | Sagremor le Desreez Armes : De gueules à trois étoiles d’or, au franc-quartier d’argent chargé d’une étoile de sable. Cimier : non connu. Supports : non connus. Devise : non connue. Note: Pastoureau, à l'instar de Hierosme de Bara, blasonne deux étoiles, sans donner de dessin, alors que de Bara donne celui présenté ici. Or 2 étoiles par défaut ne sont pas ainsi placées, alors que pour trois, c'est correct, celle en chef dextre cachée par le franc-quartier. Le blasonnement de De Bara est fautif, ou conforme à l'époque, n'aurait pas dû être suivi par Pastoureau. Alias : champ de sable. Étoiles du champ d'argent. |
|       | Saphar (fils cadet d'Escalbor, frère de Palamède, neveu d'Arphasar) Armes : Parti de vair plain, et d' un échiqueté d’or et de sinople. Cimier : non connu. Supports : non connu. Devise : non connue. Alias : au 1 : vairé d'argent et de pourpre. |
|       | Ségurades de Mont Grand Armes : D’or à un mont de sable. Cimier : un roc de sable. Supports : deux corbeaux de sable, becqués et membrés de gueules. Devise : LYST |
|       | Ségurant le Brun Armes : D’or à un dragon de sable armé et langué de sinople. Cimier : une tête de dragon de sinople. Supports : deux dragons de sinople. Devise : SEGVRAN LE BRVN |
|       | Sibilias aux Dures Mains Armes : D’or à un feu de gueules. Cimier : un buste de sirène au naturel. Supports : deux sirènes se peignant au naturel. Devise : D’OVLTRE MER SVIS |
|       | Sicambrin le Troyen Armes : De sable à un sagittaire d’or, armé d’un arc du même et d’une flèche de gueules. Cimier : un sagittaire issant d'or, armé d'un arc et d'une flèche d'azur. Supports : deux sagittaires d'or armés d'un arc d'azur tirant une flèche de gueules. Devise : SOIZE SOIZE Alias : arc et flèche d'or. Champ goutté de gueules et d'or. |
|       | Sinados au Fil d’Or Armes : De gueules à une filière d'or en orle. Cimier : une tête de chevreuil d'or. Supports : deux chevreuils d'or. Devise : FORTVNE ME INFORTVNE Alias : un filet en bande au lieu d'un orle. |
|       | Soliman du Bois Grand Armes : D’argent à un daim de gueules accorné de sable. Cimier : un renard issant de gueules, armé de sable. Supports : deux renards ravissants de gueules, armés de sable. Devise : HORS DV BOIS Alias : daim barbé de sable. Renard au lieu de daim. |
|       | Synados des Sept Fontaines Armes : D’azur semé de gouttes d’argent. Cimier : une fontaine d'or. Supports : deux lièvres au naturel. Devise : PLAINE FONTAINE |

## T
| Image | Nom du chevalier et blasonnement |
| ----- | --- |
|       | Talamor le Bouillant Armes : De sinople à une colombe d’argent becquée et membrée de gueules. Cimier : une colombe issant d'argent, becquée de gueules. Supports : deux colombes d'argent, becquées et membrées de gugules. Devise : SICVT COLVMBA Alias : colombe ni becquée ni membrée. Papegault au lieu de colombe.                                                                          |
|       | Taulas de la Montagne Armes : D’or à un globe impérial de sable, cerclé, cintré et croisetté de gueules. Cimier : un globe impérial de sable. Supports : deux cerfs de gueules. Devise : MARTEIZE |
|       | Tor (fils naturel de Pellinor de Listenois, dem-frère d'Agloval, Lamorat et Perceval) Armes : D’or semé de croisettes de sable. Cimier : tête et col de grue au naturel. Supports : deux grues au naturel sans leur vigilance. Devise : FORT COMME VNG TOR Alias : croisettes de pourpre. |
|       | Toscan le Romain Armes : D’or à une main de sable armée d’une épée de gueules en pal. Cimier : un bras armé de sable tenant une épée de gueules. Supports : deux bras armés de sable tenant une épée de gueules et sortant d'une nuée d'azur. Devise : ROMANYE ROMANYE |
|       | Tristan de Lyonesse Armes : De sinople au lion d’or, armé et lampassé de gueules. Cimier : une tête de lion d'or. Supports : deux lions d'or. Devise : C’EST POVR YSEVT Variantes : Lion seulement lampassé. Ni armé ni lampassé. Alias : D'argent au sanglier de sable, défendu et onglé du champ. Blason imaginaire de Tristan pour les pays germaniques et scandinaves avant le XIIIe siècle. |

## U
| Image | Nom du chevalier et blasonnement |
| ----- | --- |
|       | Urien (roi de Moraife ou de Gorre, père d'Yvain et d'YVain l'Avoutre, frère de Lot, oncle de Baudemagu et de Gauvain et ses frères). Armes : D’azur au lion d’or, armé et lampassé de gueules. Cimier : Une tête de lion d'or, lampassée de gueules Supports : Deux cygnes d'argent, becqués et membrés de sable Devise : A TOVT |

## V
| Image | Nom du chevalier et blasonnement |
| ----- | --- |
|       | Valet au Cercle d'Or (Le) Armes : De pourpre au cercle d'or lié de sable. Cimier : non connu. Supports : non connus. Devise : non connue. |
|       | Valet de Gluie (Le) Armes : De sable à la bordure engrelée d'or. Cimier : un bras armé tenant un fouet, le tout d'or. Supports : deux dromadaires au naturel. Devise : Y PEVLT ESTRE. Alias : bordure engrelée et componée d'argent et d'or.                                 |
|       | Virant de la Roche Armes : De gueules à un chien d’or, armé et lampassé de sable. Cimier : un griffon issant d'or, becqué de sable. Supports : deux griffons d'or, becqués et membrés de sable. Devise : DE SVR LE ROC Alias : chien remplacé par un griffon ou par un cerf. |

## Y
| Image | Nom du chevalier et blasonnement |
| ----- | --- |
|       | Yder (roi de Cornouailles) Armes : De gueules à trois têtes de lion d’or, lampassées de sable. Cimier : une tête de lion d'or lampassée de sable. Supports : deux lions d'or, armés et lampassés de sable. Devise : OR BIEN Alias : lion seulement armé.                                                                             |
|       | Yvain (fils du Roi Urien, demi-frère d'Yvain l'Avoutre, neveu d'Arthur et de Lot, cousin de Baudemagu, Gauvain et ses frères) Armes : D’azur au lion d’or, armé et lampassé de gueules. Cimier : une tête de lion d'or, lampassée de gueules. Supports : deux lions d'or, armés et lampassés de gueules. Devise : C’EST POVR MORGVEN |
|       | Yvain d’Ussenel Armes : D’or aux deux fasces paillées de gueules.. Cimier : non connu. Supports : non connus. Devise : non connue. Alias : D'or paillé d'aiglettes et de lionets de gueules. ,. |
|       | Yvain l’Avoutre (fils naturel du Roi Urien, demi-frère d'Yvain) Armes : D’azur au pal d’or. Cimier : non connu. Supports : non connus. Devise : non connue. |